# Dicranomyia nigroephippiata
Dicranomyia nigroephippiata är en tvåvingeart som först beskrevs av Alexander 1952.  Dicranomyia nigroephippiata ingår i släktet Dicranomyia och familjen småharkrankar. Inga underarter finns listade i Catalogue of Life.